# Szusza Ferenc
Szusza Ferenc (Budapest, 1923. december 1. – Budapest, 2006. augusztus 1.) magyar válogatott labdarúgó, minden idők egyik leggólerősebb csatára, az Újpesti Dózsa játékosa, a Szusza Ferenc Stadion névadója.
Filmszerepei: Civil a pályán (1951) Teleki Jóska focista és Mese a 12 találatról (1956) önmaga szerepében. Életében 1008 mérkőzésen lépett pályára, és 1132  gólt szerzett, mérkőzésenkénti gólátlaga 1,12 volt .

## Pályafutása
Újpesten, a Könyves Kálmán Gimnáziumban érettségizett. A Civil a pályán című film egyik főszerepét játszotta, 1951-ben. Minden idők egyik legeredményesebb csatára volt. 1960-ban szerzett edzői képesítést. Két spanyol csapatnál végzett edzői tevékenysége során a „Mágus” nevet kapta a szurkolóktól. Az UTE elnökségi tagja volt.
Sosem nősült meg, gyermekei sem születtek.

### Klubcsapatban
1935 és 1961 között mindvégig az Újpest (UTE, Budapesti Dózsa, Újpesti Dózsa) játékosa volt. 462 NB1-es mérkőzésen 393 gólt szerzett. (Az Újpest 75. évfordulójára megjelent könyv 104. oldalán 472 mérkőzésen 518 bajnoki gól szerepel.) A csapattal 4 bajnoki címet nyert. (Az elsőt 1945-ben, az utolsót 1960-ban.) Az 1959–1960. évi bajnokságon 22 mérkőzésen 15 gólt lőtt.

### A válogatottban
24 válogatott mérkőzésen szerepelt 1942 és 1956 között; 18 gólt lőtt.

### Edzőként
- - Győri ETO (1962–1964 és 1966–1968)
  - Újpesti Dózsa (1964–1965 és 1980–1981)
  - Egri Dózsa (1969)[4]
  - Górnik Zabrze (1970–1971)
  - Real Betis (1972–1977)
  - Atlético Madrid (1978–1979)

## Sikerei, díjai
Játékosként elért eredmények:
Klubcsapatokkal:
- Újpesti Dózsa
  - Magyar bajnokság:
    - Bajnok (4):1945 tavasz, 1945-1946, 1946-1947, 1959-1960

Válogatottal:
- Magyarország:
- Balkán-bajnokság:
  - Bajnok (1):1947
- Európa Kupa:
  - Győztes (1):1948-1953
- A Magyar Népköztársaság kiváló sportolója (1951)[5]
- A Magyar Népköztársaság Érdemes Sportolója (1955)[6]
- Újpest díszpolgára (1996)
- "Ad honorem Újpest 1960 – 1990" díj
- az Újpesti Dózsa örökös bajnoka (1985)

## Statisztika

### Mérkőzései a válogatottban
| Magyarország | Magyarország         | Magyarország                  | Magyarország       | Magyarország | Magyarország  | Magyarország | Magyarország | Magyarország     |
| #            | Dátum                | Helyszín                      | Hazai              | Eredmény     | Vendég        | Kiírás       | Gólok        | Esemény          |
| ------------ | -------------------- | ----------------------------- | ------------------ | ------------ | ------------- | ------------ | ------------ | ---------------- |
| 1.           | 1942. június 14.     | Budapest, Üllői úti pálya     | Magyarország       | 1 – 1        | Horvátország  | barátságos   | 1            | 60'              |
| 2.           | 1943. június 6.      | Szófia, Junak Stadion         | Bulgária           | 2 – 4        | Magyarország  | barátságos   | -            |                  |
| 3.           | 1943. november 7.    | Budapest, Üllői úti pálya     | Magyarország       | 2 – 7        | Svédország    | barátságos   | 2            | 22' 37' 42' 45'} |
| 4.           | 1945. augusztus 19.  | Budapest, Üllői úti pálya     | Magyarország       | 2 – 0        | Ausztria      | barátságos   | -            |                  |
| 5.           | 1945. augusztus 20.  | Budapest, Üllői úti pálya     | Magyarország       | 5 – 2        | Ausztria      | barátságos   | 2            | 13' 56'          |
| 6.           | 1946. április 14.    | Bécs, Práter stadion          | Ausztria           | 3 – 2        | Magyarország  | barátságos   | -            |                  |
| 7.           | 1946. október 6.     | Budapest. Üllői úti stadion   | Magyarország       | 2 – 0        | Ausztria      | barátságos   | -            |                  |
| 8.           | 1947. május 4.       | Budapest. Üllői úti stadion   | Magyarország       | 5 – 2        | Ausztria      | barátságos   | 2            | 50' 64'          |
| 9.           | 1947. május 11.      | Torino, Stadio Comunale       | Olaszország        | 3 – 2        | Magyarország  | barátságos   | 1            | 53'              |
| 10.          | 1947. június 29.     | Belgrád, Partizan Stadion     | Jugoszlávia        | 2 – 3        | Magyarország  | Balkán-kupa  | -            |                  |
| 11.          | 1947. szeptember 14. | Bécs, Práter stadion          | Ausztria           | 4 – 3        | Magyarország  | barátságos   | 3            | 40' 48' 56'      |
| 12.          | 1947. október 12.    | Bukarest                      | Románia            | 0 – 3        | Magyarország  | Balkán-kupa  | -            |                  |
| 13.          | 1948. április 22.    | Budapest, Üllői úti stadion   | Magyarország       | 7 – 4        | Svájc         | Európa-kupa  | 1            | 86'              |
| 14.          | 1948. május 2.       | Bécs, Práter stadion          | Ausztria           | 3 – 2        | Magyarország  | Európa-kupa  | 1            | 16'              |
| 15.          | 1948. május 23.      | Budapest, Üllői úti stadion   | Magyarország       | 2 – 1        | Csehszlovákia | Európa-kupa  | -            |                  |
| 16.          | 1948. szeptember 19. | Varsó                         | Lengyelország      | 2 – 6        | Magyarország  | Balkán-kupa  | 1            | 30'              |
| 17.          | 1948. október 3.     | Újpest, Megyeri úti stadion   | Magyarország       | 2 – 1        | Ausztria      | barátságos   | 1            | 31'              |
| 18.          | 1949. április 10.    | Prága                         | Csehszlovákia      | 5 – 2        | Magyarország  | Európa-kupa  | 1            | 78'              |
| 19.          | 1949. június 12.     | Újpest, Megyeri úti stadion   | Magyarország       | 1 – 1        | Olaszország   | Európa-kupa  | -            |                  |
| 20.          | 1949. június 19.     | Stockholm, Råsunda Stadion    | Svédország         | 2 – 2        | Magyarország  | barátságos   | -            |                  |
| 21.          | 1951. május 27.      | Budapest, Megyeri úti stadion | Magyarország       | 6 – 0        | Lengyelország | barátságos   | -            |                  |
| 22.          | 1952. május 18.      | Budapest, Üllői úti stadion   | Magyarország       | 5 – 0        | NDK           | barátságos   | 1            | 19'              |
| 23.          | 1952. május 24.      | Moszkva, Dinamo-stadion       | Moszkva-válogatott | 1 – 1        | Magyarország  | barátságos   | -            | 46'              |
| 24.          | 1956. július 15.     | Budapest, Népstadion          | Magyarország       | 4 – 1        | Lengyelország | barátságos   | 1            | 32' 46' 79'      |
|              | Összesen             |                               |                    | 24           | mérkőzés      |              | 18           | gól              |

## Emlékezete
- Szusza Ferenc Stadion (2003)

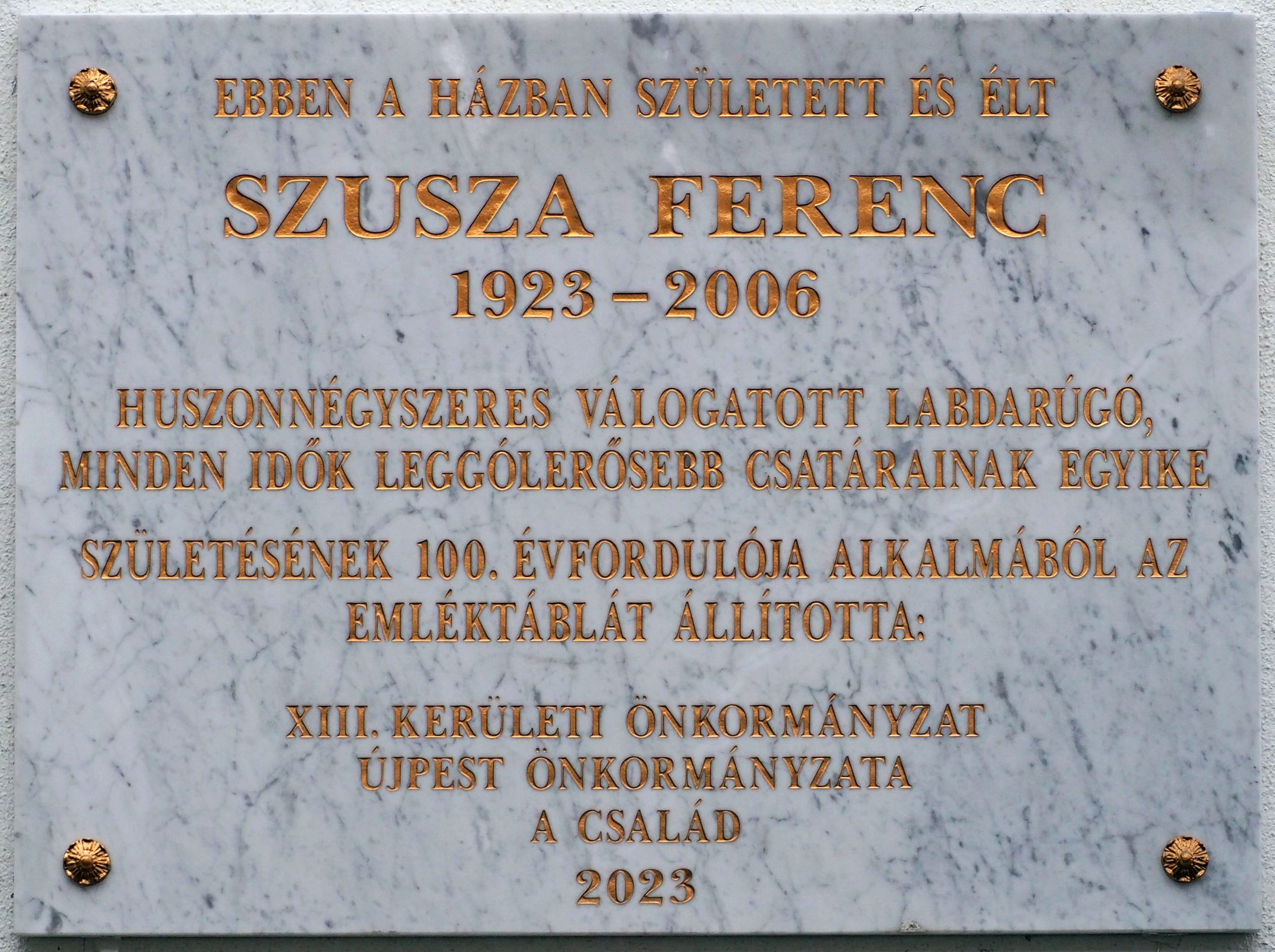
Szusza Ferenc emléktáblája szülő- és lakóhelyén(Budapest XIII. ker., Szekszárdi utca 26.)

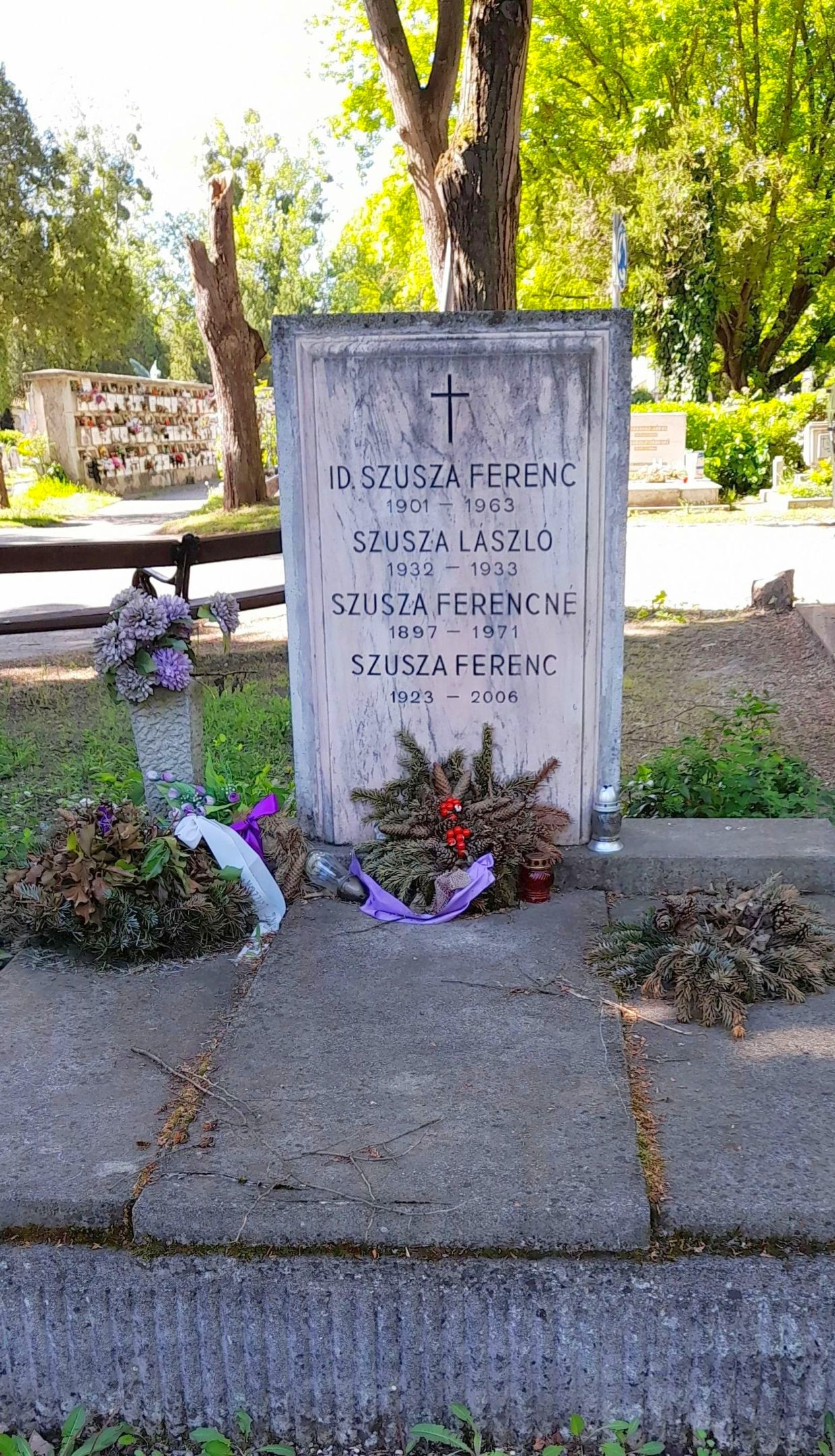
Sírja a budapesti Megyeri temetőben (19-9-19/20)

- Szobra áll az UTE Megyeri úti sporttelepén (2017)[7]
- Emléktábla szülő- és lakóhelyén, az angyalföldi „Juta-házak” egyikén, születése 100. évfordulója alkalmából. (2023) (Budapest XIII. kerülete, Szekszárdi utca 26.)